# Sophie Chotek
Sophie Marie Joséphine Albine Chotek de Chotkowa et Wognin, née le 1er mars 1868 à Stuttgart et morte le 28 juin 1914 à Sarajevo, fut demoiselle d’honneur à la Cour d’Autriche avant de devenir l’épouse morganatique de l’archiduc François-Ferdinand, héritier du trône de l’Autriche-Hongrie. Elle est titrée après son mariage duchesse de Hohenberg.
Elle meurt lors de l’attentat de Sarajevo, qui fut dirigé contre son époux et ce qui déclencha la Première Guerre mondiale.

## Biographie

### Jeunesse
La comtesse Sophie Marie Joséphine Albina Chotek de Chotkow et Wognin est née le 1er mars 1868 à Stuttgart, dans le royaume de Wurtemberg. Elle est la quatrième fille du comte tchèque Bohuslaw Chotek von Chotkow und Wognin et de la comtesse Wilhelmine Kinsky de Wchnitz et Tettau (surnommée Minzie) et est la cinquième d’une fratrie de sept enfants, dont six filles. Les Chotek sont nobles depuis le XIVe siècle mais sans rang dynastique, bien que Sophie soit la descendante d’Elisabeth, sœur de Rodolphe Ier de Habsbourg, « roi des Romains », également ancêtre de François Ferdinand. Les Chotek sont élevés à la dignité comtale en 1723.
Fille d’un diplomate de petite fortune, Sophie Chotek est amenée à voyager beaucoup, de Bruxelles à Vienne en passant par Saint-Pétersbourg et Stuttgart où elle était née. Elle reçoit une éducation raffinée, délivrée par un précepteur : arts, lettres, histoire, et langues (latin, grec, allemand, tchèque, français...). Après la mort de sa mère, elle s’occupe de maison et de la domesticité, qu’elle gère à l’économie. Son père meurt peu après en 1896, la laissant célibataire à 28 ans avec ses six frères et sœurs. Des parents s’occupèrent d’eux.
Sa sœur aînée, la comtesse Zdenka, entre par la suite comme dame d’honneur chez l’archiduchesse Isabelle, née princesse de Croÿ et épouse de l’archiduc Frédéric. Mais la piété ardente de Zdenka et la ferveur de sa foi l’entrainent à entrer en religion (elle finit par devenir mère supérieure d’un couvent du Sacré-Cœur, où sont élevées les filles des familles aristocratiques autrichiennes). Zdenka obtient, avant son départ, d’être remplacée dans sa charge de dame d'honneur de l’archiduchesse, par sa sœur cadette Sophie qui y reste jusqu'à l'âge de trente ans, âge auquel elle est, pour cette raison, toujours célibataire.
L’archiduchesse Isabelle a six filles et invite en sa demeure de Presbourg (Bratislava) (où demeure alors l’archiduc Frédéric) l’archiduc François-Ferdinand, un parti des plus avantageux pour sa fille aînée Marie-Christine, âgée de dix-huit ans. François-Ferdinand, fils de l’archiduc Charles-Louis (frère de l’empereur François-Joseph) et de la princesse Marie Annunziata de Bourbon-Deux-Siciles, âgé de 33 ans, est l’héritier du trône d’Autriche depuis la mort tragique de son cousin Rodolphe à Mayerling. Par ailleurs, il est atteint d’une maladie pulmonaire s’apparentant à la tuberculose. Guéri, il visite ses cousins en 1896 (certaines sources disent 1894 ou 1897) et rencontre alors Sophie, âgée de 28 ans. Sophie et lui se trouvent notamment en commun une fervente piété catholique et d’avoir tous les deux vécu à Prague. Ils mènent une relation secrète jusqu'en 1899. Sur l’entremise de la comtesse Clementine von Lützow, une dame d’honneur de l’impératrice Élisabeth, François-Ferdinand et Sophie Chotek passent quelques jours à l’abri des regards dans la station thermale de Neuenahr en 1898. C’est Sophie qui l’aurait convaincu de se soigner sérieusement. François-Ferdinand et Sophie vivent une idylle secrète durant deux ans.

### Difficultés et rebondissements de l’union de Sophie et François-Ferdinand
Les nombreuses visites de François-Ferdinand flattent l’archiduchesse Isabelle, qui ambitionne toujours de faire épouser l’une de ses sept filles par l'héritier du trône. L’idylle du jeune couple est révélée au grand jour quand l’archiduchesse veut regarder dans la montre à gousset oubliée par son prestigieux visiteur mais elle ne contient le portrait d'aucune de ses filles, seulement celui de sa dame d’honneur. Offusquée par ce qui est considérée à l'époque comme une relation inégale, l’archiduchesse devient alors l’ennemie jurée du jeune couple et tente par tous les moyens de rendre impossible leur union. À cette époque, la Cour impériale a déjà été ébranlée en 1889 par la mort de l’archiduc héritier Rodolphe dont la faillite de la vie conjugale était patente. À 30 ans, Sophie Chotek, est démise de ses fonctions auprès de l’archiduchesse Isabelle et l’affaire devient un scandale public à la Cour de Vienne : elle doit se réfugier à Dresde chez son frère et sa sœur.

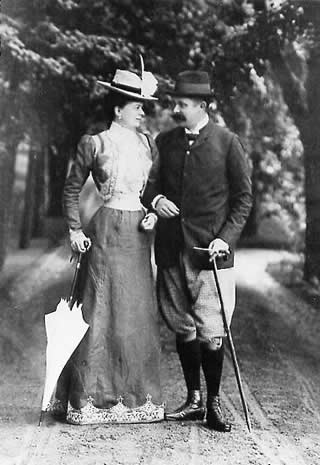
Sophie et François-Ferdinand en promenade

L’empereur François-Joseph lui demande d’y réfléchir quelques mois et l’archiduc accepte. Le délai dépassé, François-Ferdinand sûr de ses sentiments pour Sophie, tient tête à l’empereur François-Joseph qui se retrouve face à un choix cornélien : accepter le mariage de son neveu avec une jeune femme noble mais n’appartenant pas à une famille royale ou princière, ou l’écarter du trône au profit de son plus jeune frère l’archiduc Otto (père du futur empereur Charles), connu pour mener une vie parsemée de scandales et de débauche.
En 1899, l’empereur cède en partie en acceptant le mariage morganatique de son héritier : François-Ferdinand reste son successeur mais accepte que sa future descendance soit exclue de la succession au trône d’Autriche, et que Sophie ne soit pas élevée au titre d’archiduchesse mais reste comtesse et ne partage pas les charges et privilèges des membres de la famille impériale. Elle aurait pourtant pu être sacrée princesse de Hongrie car le rang de princesse de naissance n’y est pas nécessaire pour être couronnée, mais le pacte de succession stipule qu’un membre de la Maison de Habsbourg-Lorraine ne peut être roi de Hongrie que s’il est héritier d’Autriche de plein droit. En revanche, François-Ferdinand conserve son rang. Ce compromis est en contradiction avec le principe de la Maison de Habsbourg-Lorraine qui veut que le fils succède au père.
François-Ferdinand prête serment d’obéir à ce pacte le 28 juin 1900, à la Hofburg, résidence d’hiver de l'empereur et sa famille à Vienne, devant les archiducs, les ministres, le cardinal et les dignitaires de la cour, déclarant publiquement que son mariage avec Sophie Chotek sera une union morganatique. Il s’agit du premier mariage morganatique dans la Maison de Habsbourg-Lorraine[Quoi ?] et son caractère est reconnu par une loi du 24 juin 1900. Le couple se marie le 1er juillet 1900 à Reichstadt (aujourd'hui Zákupy, en République tchèque). Quelques rares membres de la famille impériale sont présents, comme l’archiduchesse Marie-Thérèse, belle-mère de l'archiduc — qui avait appuyé la décision de François-Ferdinand auprès de l’empereur — et ses deux filles. Les journalistes de l’époque décrivent la comtesse Chotek comme « une femme aux grands yeux sombres, à la belle chevelure aux reflets bleutés à force d’être noire, avec un sourire ravissant dévoilant une jolie fossette, portant une robe de satin blanc, une couronne de myrte et d'oranger, avec un diadème en diamants offert par l’archiduc ». Leur lune de miel se déroula dans le château tchèque de Konopiště.

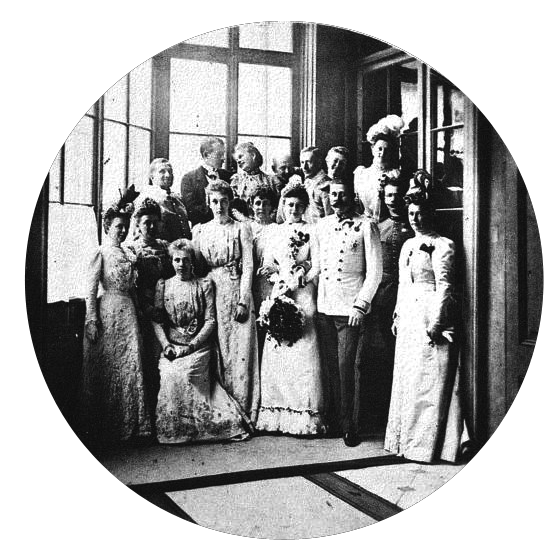
Photo de mariage de l'archiduc François-Ferdinand d'Autriche et de la comtesse Sophie Chotek, prise le 1er juillet 1900 à Reichstadt.

### Vie à la Cour
Le couple a pour enfants,, :
1. la princesse Sophie de Hohenberg, née à Konopiště (1901-1990)
2. le prince Maximilien de Hohenberg, né au château du Belvédère (1902-1962), titré duc de Hohenberg en 1917 avec droit de transmission au chef de la maison de Hohenberg
3. le prince Ernest de Hohenberg (1904-1954)
4. un fils, mort-né en 1908

Leur mariage, régulier selon le droit civil et le droit canonique de l’Église catholique mais de rang inégal, écarte alors de la succession au trône leurs fils qui ne sont donc pas archiducs.
Sophie mène une vie de famille épanouie auprès de son époux et de leurs enfants dont elle s’occupe elle-même,. Ils vivent tantôt en Bohême, dans la propriété de Konopiště de l’archiduc, ou à Vienne dans le palais du Belvédère, évitant les fêtes de la couroù la différence de rang entre les époux est particulièrement mise en exergue. Sophie entretient de très bonnes relations avec sa belle-mère l’archiduchesse Marie-Thérèse et avec Stéphanie de Belgique qui fut l’épouse de l’archiduc Rodolphe et qui, après son remariage (morganatique en 1900), l’invite régulièrement pour des chasses dans son château de Karlsbourg-Oroszvár près de Presbourg-Bratislava. En revanche, ses relations avec la Cour sont très distendues, car cette dernière ne lui épargne pas les mesures vexatoires, la surnommant même « la domestique ». Bien que l'archiduc François-Ferdinand soit l'héritier du trône austro-hongrois, le grand chambellan de la cour impériale, le prince de Montenuovo, s’attache à faire respecter l’ordre protocolaire aux dépens de Sophie et ses enfants qui voient ainsi passer devant eux toutes les archiduchesses y compris en bas âge : la place d’impératrice à la Cour pour les fêtes et les solennités est alors occupée par Marie-Josèphe, femme de l’archiduc Otto, frère cadet de François-Ferdinand et première dame de la cour (fonction qu'aurait tenu l'épouse de François-Ferdinand si elle était née princesse du sang). D'autre part, le protocole ne permet pas à Sophie d'assister à un spectacle aux côtés de son mari, qui se devait d'être présent dans la loge impériale. Il en est de même lors d'une cérémonie religieuse et de toute manifestation publique en présence de membres de la famille impériale. Mais l’amour sincère des époux semble perdurer pour tous les observateurs, comme le laissent présumer les six photos de Sophie présentes sur le bureau de François-Ferdinand selon le témoignage de Jean Pozzi, alors que les archiduchesses subissent toutes des mariages arrangés selon la vie sociale interne de la Cour impériale. Les chicanes protocolaires empêchent beaucoup de cours royales d’Europe d’accueillir le couple, mais avec des exceptions : Guillaume II d’Allemagne est le premier souverain étranger à consentir à recevoir officiellement l’épouse de François-Ferdinand à sa Cour. De même, le couple rencontre au château de Windsor entre le 17 et le 21 novembre 1913 le roi George V et la reine Mary.
L’année de son mariage, Sophie Chotek reçoit néanmoins de l’empereur le titre de princesse (Fürstin) de Hohenberg — avec droit de transmission à sa descendance. Par ailleurs sa situation à la cour tend à lentement s’améliorer. L’empereur lui témoigne plus tard son estime en lui octroyant le titre de duchesse (1909) et la qualification d’« Altesse Sérénissime ». Son petit-neveu Charles de Habsbourg-Lorraine devient donc dès sa naissance en 1887, l’héritier légitime de l’empire[Quoi ?]. En 1913, la duchesse de Hohenberg est placée par le protocole avant les archiduchesses non mariées ce qui est déjà une sorte de révolution. Certains observateurs considèrent d’ailleurs que les rapprochements de François-Ferdinand avec le Vatican ont pour but d’annuler l’engagement de l’archiduc vis-à-vis du statut morganatique de son union, une fois l’empereur décédé. Conscient qu’ils ne pourront être inhumés ensemble dans la crypte des Capucins de Vienne, l’archiduc François-Ferdinand décide de créer une chapelle au château d'Artstetten, qui lui a été offert par son père.
Néanmoins, le couple n’a pas droit au « cortège officiel » et à la protection par l’armée, notamment durant leur voyage en juin 1914 à Sarajevo.

### L'assassinat du 28 juin 1914
L'archiduc et son épouse sont assassinés à Sarajevo le 28 juin 1914, par l’étudiant serbe Gavrilo Princip. Cet attentat est prétexte au déclenchement de la Première Guerre mondiale qui mènera à la dislocation de l'Empire austro-hongrois et à la chute de la Maison de Habsbourg-Lorraine. En raison de la présence de son épouse, qui n'est pas archiduchesse, le service de sécurité autour de l'archiduc-héritier est restreint. Les autorités autrichiennes choisissent le 28 juin 1914, jour de Vidovdan (fête religieuse importante chez les Serbes orthodoxes, qui célèbre la Saint-Guy), comme date de la visite de l’archiduc. Cette date correspond également au quatorzième anniversaire du serment de renoncement au trône pour sa descendance de François-Ferdinand. Le 28 juin, François-Ferdinand profite donc de cette visite pour apparaître publiquement avec son épouse, ce qui a les conséquences dramatiques que l’on connaît. L’héritier, inspecteur général des armées, vient observer sur le terrain les dernières manœuvres de l’armée en Bosnie-Herzégovine. Son voyage va se terminer, les manœuvres des 15e et 16e corps d’armées ont pris fin la veille à Iliše : il quitte la ville dans la matinée pour se rendre à Sarajevo, la capitale où des fêtes sont préparées en son honneur.

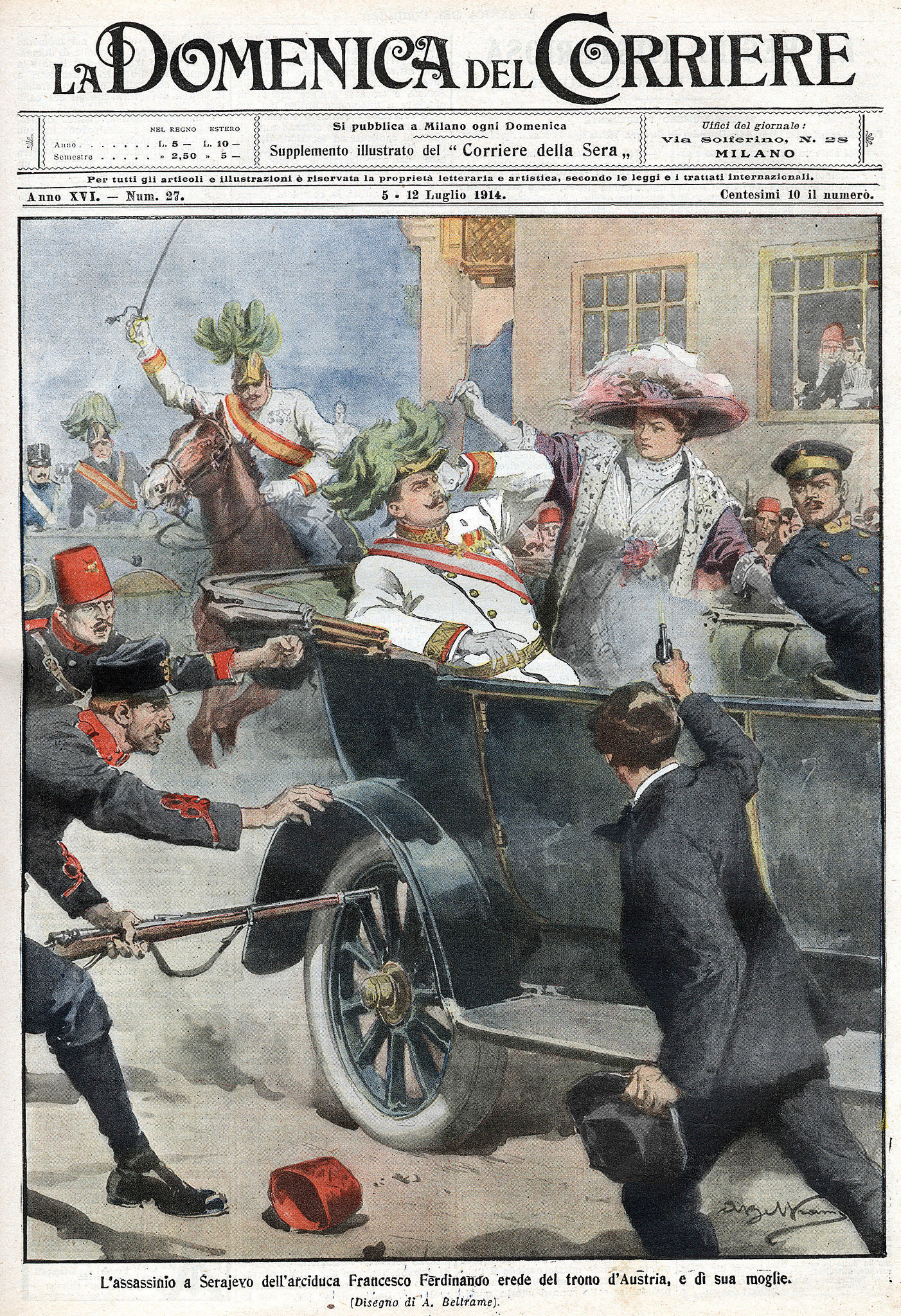
Gravure représentant l'attentat de Sarajevo qui causa la mort de Sophie et François-Ferdinand

Lors du trajet les conduisant au lieu de la réception officielle d’accueil, un premier attentat survient, faisant plusieurs blessés. Après avoir visité l’hôtel de ville pendant une demi-heure, l’archiduc décide d’aller à leur chevet à l’hôpital malgré les mises-en-garde de son entourage. Il est proposé à la duchesse de ne pas l’accompagner en raison du danger, mais Sophie refuse de laisser seul son époux. Au moment où l’auto princière arrive à l’angle de l’avenue Franz-Josef et de la rue Rudolf, François-Ferdinand et Sophie sont atteints par les balles de l’étudiant Gavrilo Princip. L’archiduc est touché à la nuque et perd rapidement beaucoup de sang. La duchesse est touchée à l’abdomen et tombe inconsciente sur les genoux de son époux,. Bien que mourant, l’archiduc parvient encore à prononcer ces derniers mots : « Sophie chérie ! Ne meurs pas ! Reste en vie pour les enfants ! ». L’automobile se rend alors au Konak de Sarajevo, où deux médecins prodiguent aux blessés des soins bientôt reconnus vains. L’archiduc François-Ferdinand et la duchesse Sophie succombent d’exsanguination à la résidence du gouverneur. Ils ont respectivement 50 ans et 46 ans.
Mariés depuis 14 ans, ils laissent trois orphelins de 12, 11 et 10 ans qui seront pris en charge par l’archiduchesse Marie-Thérèse du Portugal, veuve de leur grand-père paternel. L’empereur François-Joseph aurait pleuré lorsque l’adjudant général Paar lui apprend la tragique nouvelle alors qu’il est en retraite de convalescence dans sa demeure d’Ischl, se désespérant de la destinée malheureuses des membres de sa famille. Il se serait exclamé « Oh ! C’est affreux, affreux ! Rien sur cette terre ne m’aura été épargné ! »,. L'empereur dira plus tard que Dieu a rétabli l'ordre qu'il n'avait pas su maintenir dans sa Maison. Les funérailles ont lieu à Vienne en présence de la famille impériale avant que les dépouilles ne soient transférées, conformément à leurs dernières volontés, au château d'Artstetten. Ce château abrite aujourd’hui un musée consacré à leur souvenir.
Après l’attentat, l'archiduc Otto, frère cadet de François-Ferdinand étant décédé en 1906, c'est son fils aîné, Charles, âgé de 27 ans, marié et père de deux enfants, qui devient l’héritier du trône. Le 28 juillet 1914, l’empire austro-hongrois déclare une guerre « préventive » à la Serbie, ce qui déclenche la Première Guerre mondiale.

## Au cinéma
Le film De Mayerling à Sarajevo de Max Ophüls (1940) retrace la vie de l'archiduc et de son épouse. Le rôle de Sophie Chotek est interprété par Edwige Feuillère et celui de François-Ferdinand d'Autriche par l'acteur américain John Lodge. Le film, centré sur l'histoire d'amour entre l'archiduc et Sophie Chotek, présente François-Ferdinand comme un apôtre de la paix et de l'égalité entre les peuples de l'empire.